# Брагинцівська сільська рада
Брагинці́вська сільська́ ра́да — адміністративно-територіальна одиниця та орган місцевого самоврядування в Варвинському районі Чернігівської області. Адміністративний центр — село Брагинці.

## Загальні відомості
- Територія ради: 23,314 км²
- Населення ради: 289 осіб (станом на 2001 рік)

Брагинцівська сільська рада створена у 1918 році. Нинішня сільрада стала однією з 14-ти сільських рад Варвинського району і одна з п'ятьох, яка складається з одного населеного пункту.

## Населені пункти
Сільській раді були підпорядковані населені пункти:
- с. Брагинці

## Освіта
На території сільської ради діє Брагінцівська ЗОШ І-ІІ ст., Брагінцівський ясла-садок «Колосок».

## Склад ради
Рада складалася з 12 депутатів та голови.
- Голова ради: Влахно Андрій Іванович
- Секретар ради: Коваль Валентина Михайлівна

### Керівний склад попередніх скликань
| Прізвище, ім'я, по батькові | Основні відомості                                                                       | Дата обрання | Дата звільнення |
| --------------------------- | --------------------------------------------------------------------------------------- | ------------ | --------------- |
| Буланенко Віктор Михайлович | Сільський голова, 1965 року народження, безпартійний                                    | 26.03.2006   | 01.11.2007      |
| Влахно Андрій Іванович      | Сільський голова, 1951 року народження, освіта вища, член Соціалістичної партії України | 16.03.2008   | 31.10.2010      |
| Влахно Андрій Іванович      | Сільський голова, 1951 року народження, освіта вища                                     | 31.10.2010   |                 |

Примітка: таблиця складена за даними сайту Верховної Ради України

### Депутати
За результатами місцевих виборів 2010 року депутатами ради стали:

#### За суб'єктами висування
| Суб'єкт висування            | Кількість обраних депутатів | %    |
| ---------------------------- | --------------------------- | ---- |
| Соціалістична партія України | 8                           | 66,7 |
| Партія регіонів              | 3                           | 25   |
| Народна партія               | 1                           | 8,3  |

#### За округами
| № округу                     | Прізвище, ім'я, по батькові | Дата визнання обраним | Освіта             | Партійна приналежність | Відомості про обраного депутата                                                                    |
| ---------------------------- | --------------------------- | --------------------- | ------------------ | ---------------------- | -------------------------------------------------------------------------------------------------- |
| Народна Партія               |                             |                       |                    |                        | |
| 8                            | Коваль Валентина Михайлівна | 02.11.2010            | середня            | позапартійна           | Брагинцівська сільська рада, секретар                                                              |
| Партія регіонів              |                             |                       |                    |                        | |
| 5                            | Дзюба Василь Павлович       | 02.11.2010            | вища               | член Партії регіонів   | тимчасово не працює                                                                                |
| 6                            | Погибко Марія Павлівна      | 02.11.2010            | середня            | член Партії регіонів   | ТЦ соціального обслуговування пенсіонерів та одиноких непрацездатних громадян, соціальний робітник |
| 11                           | Чепурний Степан Кирилович   | 14.11.2010            | середня спеціальна | позапартійний          | пенсіонер                                                                                          |
| Соціалістична партія України |                             |                       |                    |                        | |
| 1                            | Коротун Олена Іванівна      | 02.11.2010            | середня            | позапартійна           | ТЦ соціального обслуговування пенсіонерів та одиноких непрацездатних громадян, соціальний робітник |
| 2                            | Коротун Сергій Миколайович  | 02.11.2010            | вища               | позапартійний          | тимчасово не працює                                                                                |
| 3                            | Момот Михайло Миколайович   | 02.11.2010            | середня            | позапартійний          | пенсіонер                                                                                          |
| 4                            | Бабенко Іван Анатолійович   | 02.11.2010            | середня            | позапартійний          | тимчасово не працює                                                                                |
| 7                            | Буланенко Ольга Анатоліївна | 02.11.2010            | середня            | позапартійна           | Прилуцький центр поштового зв'язку № 3, начальник Брагинцівського відділення зв'язку               |
| 9                            | Момот Галина Олександрівна  | 02.11.2010            | середня            | позапартійна           | Брагинцівська сільська рада, головнийбухгалтер                                                     |
| 10                           | Панченко Людмила Іванівна   | 02.11.2010            | вища               | позапартійна           | Брагинцівська загальноосвітня школа І-ІІ ст., вчитель початкових класів                            |
| 12                           | Дзюба Ганна Пилипівна       | 02.11.2010            | середня            | позапартійна           | пенсіонер                                                                                          |

## Населення
Згідно з переписом УРСР 1989 року чисельність наявного населення сільської ради становила 343 особи, з яких 154 чоловіки та 189 жінок.
За переписом населення України 2001 року в сільській раді мешкало 290 осіб.

### Мова
Розподіл населення за рідною мовою за даними перепису 2001 року:
| Мова       | Відсоток |
| ---------- | -------- |
| українська | 97,92 %  |
| російська  | 1,04 %   |
| білоруська | 0,69 %   |
| угорська   | 0,35 %   |